# Proasellus gardinii
Proasellus gardinii és una espècie de crustaci isòpode pertanyent a la família dels asèl·lids.

## Distribució geogràfica
Es troba a Europa: Itàlia.